# Condado de Jackson (Indiana)
O Condado de Jackson é um dos 92 condados do estado americano de Indiana. A sede do condado é Brownstown, e sua maior cidade é Brownstown. O condado possui uma área de 1 331 km² (dos quais 12 km² estão cobertos por água), uma população de 41 335 habitantes, e uma densidade populacional de 31 hab/km² (segundo o censo nacional de 2000). O condado foi fundado em 1816.